# VV DOS in het seizoen 1955/56
Het seizoen 1955/1956 was het tweede jaar in het bestaan van de Utrechtse betaaldvoetbalclub DOS. De club kwam uit in de Hoofdklasse A en eindigde daarin op de vijfde plaats, dit betekende dat de club in het nieuwe seizoen uitkwam in de Eredivisie.

## Wedstrijdstatistieken

### Hoofdklasse A
|       | ADO   | Ajax  | Amsterdam | EBOH  | Eindhoven | Excelsior | Fortuna '54 | HVC   | Limburgia | NAC   | NOAD  | Rigtersbleek | Roda Sport | Sparta | Stormvogels | Vitesse | VVV   |
| ----- | ----- | ----- | --------- | ----- | --------- | --------- | ----------- | ----- | --------- | ----- | ----- | ------------ | ---------- | ------ | ----------- | ------- | ----- |
| Thuis | 2 – 1 | 3 – 0 | 3 – 3     | 6 – 1 | 2 – 2     | 4 – 3     | 0 – 0       | 5 – 2 | 2 – 0     | 0 – 2 | 7 – 3 | 6 – 3        | 5 – 2      | 0 – 2  | 4 – 2       | 3 – 1   | 1 – 0 |
| Uit   | 5 – 3 | 6 – 3 | 3 – 1     | 2 – 4 | 4 – 2     | 0 – 0     | 3 – 3       | 1 – 1 | 1 – 4     | 3 – 2 | 2 – 1 | 0 – 6        | 2 – 2      | 4 – 1  | 2 – 2       | 0 – 1   | 3 – 2 |

## Statistieken DOS 1955/1956

### Eindstand DOS in de Nederlandse Hoofdklasse A 1955 / 1956
| Stand | Gespeeld | Gewonnen | Gelijk | Verloren | Punten | Doelpunten voor | Doelpunten tegen |
| ----- | -------- | -------- | ------ | -------- | ------ | --------------- | ---------------- |
| 5e    | 34       | 16       | 8      | 10       | 40     | 91              | 68               |

### Topscorers
| Competitie \| # \| Naam \| \| \| ------ \| -------------------- \| -- \| \| 1. \| Dirk Lammers \| 29 \| \| 2. \| Tonny van der Linden \| 28 \| \| 3. \| Cor Luiten \| 12 \| \| 4. \| Wim Visser \| 7 \| \| 5. \| Gerrit Krommert \| 5 \| \| 5. \| Henk Temming \| 5 \| \| 7. \| Louis van den Bogert \| 3 \| \| 8. \| Martin Okhuijsen \| 2 \| \| Totaal \| Totaal \| 91 \| |                      |      |
| # | Naam                 | Goal |
| 1. | Dirk Lammers         | 29   |
| 2. | Tonny van der Linden | 28   |
| 3. | Cor Luiten           | 12   |
| 4. | Wim Visser           | 7    |
| 5. | Gerrit Krommert      | 5    |
| 5. | Henk Temming         | 5    |
| 7. | Louis van den Bogert | 3    |
| 8. | Martin Okhuijsen     | 2    |
| Totaal | Totaal               | 91   |